# 南房総市立南小学校
南房総市立南小学校（みなみぼうそうしりつ みなみしょうがっこう）は、千葉県南房総市にあった公立小学校。

## 沿革
- 1968年 - 前身校の千歳小学校（1902年創立）・豊田小学校（1907年創立）の2校を統合し、丸山町立南小学校として開校。
- 2006年 - 南房総市の発足により、南房総市立南小学校に改称。
- 2016年 - 南房総市立丸小学校と統合。
- 2019年3月31日 - 本校と和田・南三原の3校が統合した南房総市立嶺南小学校開校により、閉校。